# Challenger de San Leopoldo 2022
El torneo São Léo Open 2022, denominado por razones de patrocinio Challenger Dove Men+Care São Léo Open fue un torneo de tenis perteneció al ATP Challenger Tour 2022 en la categoría Challenger 80. Se trató de la 3ª edición; el torneo tuvo lugar en la ciudad de São Leopoldo (Brasil), desde el 14 hasta el 20 de noviembre de 2022 sobre pista de tierra batida al aire libre.

## Jugadores participantes del cuadro de individuales
| Favorito | País                 | Jugador                      | Rank1 | Posición en el torneo |
| -------- | -------------------- | ---------------------------- | ----- | --------------------- |
| 1        | Bandera de Argentina | Facundo Bagnis               | 103   | FINAL                 |
| 2        | Bandera de Perú      | Juan Pablo Varillas          | 116   | CAMPEÓN               |
| 3        | Bandera de Italia    | Franco Agamenone             | 154   | Primera ronda, retiro |
| 4        | Bandera de Brasil    | Felipe Meligeni Alves        | 164   | Semifinales           |
| 5        | Bandera de Argentina | Renzo Olivo                  | 186   | Primera ronda         |
| 6        | Bandera de Argentina | Facundo Díaz Acosta          | 188   | Segunda ronda         |
| 7        | Bandera de Brasil    | Matheus Pucinelli de Almeida | 199   | Primera ronda         |
| 8        | Bandera de Portugal  | Gastão Elias                 | 214   | Primera ronda         |

- 1 Se ha tomado en cuenta el ranking del 7 de noviembre de 2022.

### Otros participantes
Los siguientes jugadores recibieron una invitación (wild card), por lo tanto ingresan directamente al cuadro principal (WC):
- João Fonseca
- Gustavo Heide
- Matheus Pucinelli de Almeida

Los siguientes jugadores ingresan al cuadro principal tras disputar el cuadro clasificatorio (Q):
- Mateus Alves
- Leo Borg
- Max Houkes
- Wilson Leite
- Juan Pablo Paz
- Damien Wenger

## Campeones

### Individual Masculino
- Juan Pablo Varillas derrotó en la final a  Facundo Bagnis, 7-6(5), 4-6, 6-4

### Dobles Masculino
- Guido Andreozzi /  Guillermo Durán derrotaron en la final a  Felipe Meligeni Alves /  João Lucas Reis Da Silva, 5–1 ret.